# Вязань
Вя́зань (бел. Вязань) — деревня в составе Дзержинского района Минской области, административный центр Фанипольского сельсовета. Деревня расположена в 17 километрах от Дзержинска, 15 километрах от Минска и 2-х километрах от железнодорожной станции Фаниполь.

## География
Вязань примыкает с западной стороны к городу Фаниполь, находится в 13 км северо-восточнее райцентра, города Дзержинск. От Фаниполя отделена автодорогой Р1 (Минск—Дзержинск). Через деревню протекает речка Вязанская, приток Усы (Уссы), которая на всём протяжении превращена в мелиорационный канал.

## Топоним
Топоним Вязань и схожие с ним Вязок, Вязынка и Вязынь, в основе — имеют название древесной породы вяза. Из-за исторического названия (Вязынь — Wiazyń) нынешний Вязань часто путают с Вязынем (Вилейский район).

## История
Известна с 1620 года, как село в Минском повете Минского воеводства. В 1515 году имение Вязынь принадлежало Радзивиллам. В 1582 году находилась в шляхетской собственности. По мнению Вячеслава Насевича, Вязынь в XIV веке был владением князя Андрея Вязынского (1365—1410), старшего сына князя Ивана Гольшанского. Юзеф Вольф в своё время предлагал искать Вязынь князя Андрея в неких в родовых владениях Гольшанских[4]. Возможно, Вязынь князь Андрей получил от великого князя Витовта, но на сегодняшний день точных сведений нет. Князь Андрей известен почти тремя дочерьми, средняя из них — Софья, была женой короля Владислава Ягайло. Сыновей у князя Андрея не было, поэтому дальнейшая судьба, принадлежащего ему Вязыня не неизвестна.
В XV веке Вязынь был владением Кучуков, потом как наследие жены перешёл Станиславу Кишке. Дочь Станислава и Кучуковны — Варвара, вышла замуж за Юрия Радзивилла, через этот брак Вязынь как кучуковское наследие перешёл к Радзивиллам. С середины XVI века Вязынь — центр имения в Койдановском графстве Радзивиллов. При разделе наследства сына Юрия — Николая Рыжего, в 1584 году между его сыновьями, Вязынь вместе с Койдановым перешёл во владение Христофора Перуна. Вязынское имение Христофора упоминается в Минских судебных делах за 1600 год.

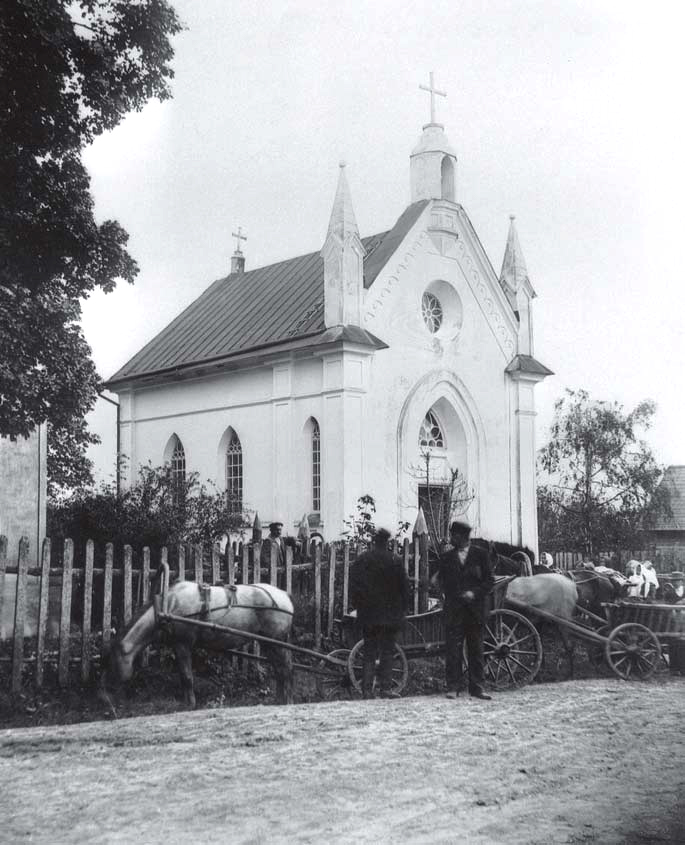
Костёл в Вязыне (фотография 1900 года)

В 1652 году великий конюш литовский Богуслав Радзивилл отдал Вязынь в заставу Базелю и Яну Костровицким и Самуэлю Филипповичу, одолжив у них 70 000 талеров. Затем Вязынь переходит в заставу от одного из пасесарей — Самуэля Филипповича, к Регине из Костровичских Володковичевой, земской писаревой минской.
Во время войны 1654—1667 годов казаки Ивана Золотаренко в июле 1655 года сожгли и разграбили Койданово с окрестностями. В этих условиях муж Регины, земский писарь минский Христофор Володкович, присягнул московскому царю Алексею Михайловичу. Царь приказывал своему воеводе Арсеньеву, чтобы в Минском уезде все имения Радзивиллов и те, чьи владельцы не присягнули ему, отбирал на царское имя. Арсеньев сообщал об исполнении приказа и о отправке капитана Тимофея Жемчужникова собирать хлеб по Минскому уезду, но из-за казачьего ограбления хлеба у крестьян не оказалось. Из-за голода произошли массовые грабежи поместий в окрестностях Койданово. Сам царь Алексей Михайлович в сентябре 1656 года проезжал через Гричино, Вязынь и Койданово во время инспекции захваченных территорий.
Наследница по линии Богуслава Радзивилла — пфальцграфиня Рейнская Людовика Каролина Радзивилл, в 1691 году подтверждает заставное право Регине Володковичевой. Радзивилловский заём 70 000 талеров получил лишь в 1738 году потомок Самуэля Филипповича — Флориан, городничий виленский. Вскоре Флориан Филиппович передал заставное право на Вязынь Владиславу Тадеушу Ваньковичу, земскому войскому минскому. Наверное, их связывало родство, женой Владислава была Тереза из Филипповичей. Ваньковичи держали в заставе Вязынь в 1738—1780 годах..
В 1780 году Кароль Радзивилл Пане Коханку вероятнее всего выкупил заставное право на имение Вязыня от Ваньковичей и отдал на три года за 656 000 польских злотых своей сестре — Веронике Иоанне Радзивилл, жене с 1772 года Франциска Станислава Гуттен-Чапского, воеводы хелмского. Вероника из Радзивиллов Чапская держала Вязынь в заставе в 1780—1789 годах. В 1789 году Вязынь переходит в заставу к Антонию Петровичу Богдашевскому, ротмистру мозырскому.
Вязынь был центром большого поместья, куда входили окрестные деревни и фольварки. Владельцы XVIII века не сильно заботились о восстановлении построек и вложении средств на поддержание хозяйства. В 1807 году было сделано «описание застроений поместья Вязынь и до его надлежащих фольварков», которое свидетельствует, что в Вязыни жилые и хозяйственные здания, даже дом эконома, прогнили и требовали ремонта. Однако были уже и новые построения, построенные уже Богдашевским. Вязынский бровар до середины XIX века являлся знаменитым предприятием Койдановского графства. Согласно переписи имущества за 1808 год к имению Вязынь относились Чечин Лох (нынешний Фаниполь), Шпильки, Мазуры, Яновичи, Лисовщина, Павлюти, Гричино, Плеваки, Жаки, Застаринье, Басмановка, Рубилки, Суходолы, Сокольщина, Плоское, Судники, Весёлый Угол, Шабуневщина, Шатановщина, Гарбузы, Скоробогатовщина, Антонию Богдашевскому также принадлежали 430 душ обоих полов.
После второго раздела Речи Посполитой (в 1793 году) в составе Российской империи. В 1800 году в деревне насчитывалось 14 дворов, проживали 48 жителей, в Вязыне находилась таверна, мельница, усадьба. В 1846 году здесь построена католическая церковь св. Троицы, снесена в советское время. Здание плебании при церкви сохранилось и используется как жилой дом.
Во время Отечественной войны 1812 года владелец Вязыня — Доминик Иероним Радзивилл, находился на стороне французов, а Антоний Богдашевский, в частности, приветствовал их вторжение. Доминик Радзивилл с 1811 года в чине полковника возглавлял 8-й уланский полк французской армии, экипировавший за его собственный счёт. После поражения Наполеона в русской кампании, Доминик Радзивилл с французской армией покинул пределы Российской империи и погиб в битве при Ганау (30 октября 1813 года). Многие имения Радзивиллов были конфискованы и розданы разным лицам. Например, Койданово с окрестностями получил князь Витгенштейн. Вязынь оставался в прокураторском имуществе дочери Доминика — Стефании Радзивилл (1809—1832).
В 1820 году речицкий ротмистр Антоний Богдашевский купил из владения Стефании Радзивилл поместье Вязынь с застенками Павелково, Бережа, Чечино, Лисовщина, Комаровщина и Павлюти. Правда, Вязынское имение перешло к нему только в 1835 году, после окончания дела по конфискованным имениям Радзивиллов, но в 1836 году Антоний Богдашевский скончался. Потомков у Антония Богдашевского не было, ещё при жизни он передал наследство своему племяннику — Игнацию Богдашевскому (1807—1864).
Во 2-й половине XIX века—начале XX века находилась в составе Минского уезда. В конце XIX века поместье принадлежало помещикам Богдашевским. В 1897 году в деревне проживали 120 жителей, действовала водяная мельница и часовня на сельском кладбище. В 1917 году насчитывалось 356 жителей. С 20 августа 1924 года в составе Самохваловичского района Минского округа, с 23 марта 1932 года — административный центр Фанипальского сельсовета. С 29 июня 1932 года в составе Дзержинского, с 31 июля 1937 года — Минского района, с 20 февраля 1938 года в составе Минской области. 4 февраля 1939 года Вязань была передана в состав восстановленного Дзержинского района. В 1920-е годы был организован совхоз «Вязань», на базе которого в 1937 году была основана Фанипольская МТС (существовавшая до 1958 года). С 1922 года действовала начальная школа, расположенная в национализированном здании (в 1925 году — 37 учеников). Также работал крахмальный завод. В 1926 году в деревне проживали 168 жителей. 
Во время Великой Отечественной войны с 28 июня 1941 года по 6 июля 1944 года деревня была оккупирована немецко-фашистскими захватчиками, на фронте погибли 14 жителей деревни. После войны в Вязане был восстановлен колхоз, после передана в состав колхоза им. Д.И. Фалько (центр — п. Черкассы). В 1960 году проживали 213 жителей, в 1996 году насчитывалось 71 хозяйство и 200 жителей. С 2003 года деревня входит в состав СПК «Фалько-2003».

## Население
| Численность населения (по годам) | Численность населения (по годам) | Численность населения (по годам) | Численность населения (по годам) | Численность населения (по годам) | Численность населения (по годам) | Численность населения (по годам) | Численность населения (по годам) |
| 1800                             | 1897                             | 1909                             | 1917                             | 1926                             | 1960                             | 1991                             | 1999                             |
| -------------------------------- | -------------------------------- | -------------------------------- | -------------------------------- | -------------------------------- | -------------------------------- | -------------------------------- | -------------------------------- |
| 48                               | ↗ 120                            | ↗ 227                            | ↗ 356                            | ↘ 168                            | ↗ 213                            | ↗ 347                            | ↘ 171                            |
| 2004                             | 2010                             | 2017                             | 2018                             | 2020                             | 2022                             |                                  |                                  |
| ↘ 167                            | ↗ 194                            | ↗ 415                            | → 415                            | → 415                            | ↘ 410                            |                                  |                                  |

## Улицы
В деревне Вязань насчитывается пять улиц:
- Центральная улица (бел. Цэнтральная вуліца);
- Луговая улица (бел. Лугавая вуліца);
- Речная улица (бел. Рачная вуліца);
- Заславская улица (бел. Заслаўская вуліца);
- Родниковая улица